# Karbaria
Karbaria – nazwa staropolskiej panwiowej warzelni soli. 
Produkcję soli warzonej w staropolskiej karbarii pokazuje winieta z planu miasta Wieliczki z 1645 roku, stworzona przez Wilhelma Hondiusa. Był to pierwszy ikonograficzny przekaz pokazujący pracę wielickiej karbarii. Oryginał winiety znajduje się w zbiorach Muzeum Żup Krakowskich Wieliczka.